# Pygopleurus angulatus
Pygopleurus angulatus là một loài bọ cánh cứng trong họ Glaphyridae. Loài này được Fairmaire miêu tả khoa học năm 1884.